# 阿方索六世 (雷昂與卡斯提亞)
（勇敢的）阿方索六世（Alfonso VI el Bravo，1040年—1109年7月1日），莱昂国王（1065年─1109年，在位时间有间断）卡斯蒂利亚國王（1072年起）。从1077年开始，他自称为“全西班牙皇帝”，然而他并非西班牙历史上唯一采用过皇帝头衔的基督教君主。
阿方索六世是雷昂和卡斯提亞国王斐迪南一世的次子。在斐迪南一世于1065年去世时，他将王国分成3个部分，分别交给3个儿子统治。阿方索六世仅仅继承了雷昂领地，但他通过巧妙的手腕，几乎夺取了他的兄弟们的所有领土，从而把其父分裂的王国又合为一体（1071年與兄長桑喬二世一同攻打弟弟加西亞二世的領地加利西亚並废黜加西亞二世及兼并其领地，1072年在桑乔二世被刺殺後继承卡斯提亞）。

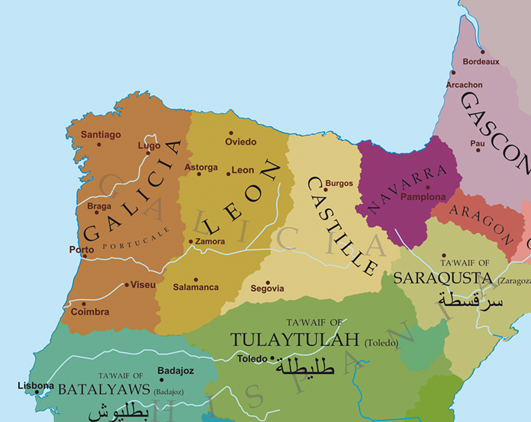
1065年伊比利亚半岛北部的地图:
加西亞二世的加利西亚王国
阿方索六世的莱昂王国
桑乔二世的卡斯蒂利亚王国
桑乔四世的纳瓦拉王国
桑喬·拉米雷斯的阿拉贡王国
泰法:
巴达霍斯泰法
塞维利亚泰法
托莱多泰法
萨拉戈萨泰法

阿方索六世积极参加收复失地运动。他两次率军侵入塞维利亚，攻占了一些城市。1085年5月25日，阿方索六世把西班牙伊斯兰教地区最重要的城池之一托莱多也并入自己的领土。阿方索六世在西班牙中南部的胜利进军，使他得以征服巴伦西亚和阿尔梅里亚的广大地区，并且围困了萨拉戈萨。塞维利亚各穆斯林小邦的埃米尔为抵挡阿方索六世的攻势，不惜引狼入室，向摩洛哥的阿尔摩拉维王朝求援。1084年，阿尔摩拉维王朝的大军在阿拔斯王朝的埃米尔穆塔米德请求下侵入西班牙。阿方索六世开始遭到一系列惨败，尤其以1086年在萨拉卡战役中损失最为惨重。他被迫放弃巴伦西亚，但仍得以保存其它征服的地区。可是在1108年，阿尔摩拉维王朝的军队再次打败了阿方索六世，并且在战斗中杀死了他唯一的儿子和继承人桑乔。
在阿方索六世统治时期，他让著名的西班牙统帅罗德里戈·迪亚斯·德·比亚尔（即熙德）领导卡斯提亞军队，但在1080年将其流放。阿方索六世因此在史诗《熙德之歌》中占有一个重要位置。

## 生平

### 出生与早年
阿方索六世是莱昂国王与卡斯蒂利亞伯爵斐迪南一世与他的妻子桑查王后的儿子，是一位“拥有纳瓦拉和卡斯蒂利亚血统的莱昂王子”。阿方索六世的祖父母是纳瓦拉国王桑乔三世和他的妻子卡斯蒂利亚的莫妮亚多娜，外祖父母是莱昂的阿方索五世（阿方索六世可能就是以他的名字命名的）和他的第一任妻子埃尔维拉·曼德斯。
| 阿方索六世 (雷昂與卡斯提亞) 希梅尼斯王朝出生于：1047年逝世於：1109年6月29日/7月1日 | 阿方索六世 (雷昂與卡斯提亞) 希梅尼斯王朝出生于：1047年逝世於：1109年6月29日/7月1日 | 阿方索六世 (雷昂與卡斯提亞) 希梅尼斯王朝出生于：1047年逝世於：1109年6月29日/7月1日 |
| 統治者頭銜                                                                         | 統治者頭銜                                                                         | 統治者頭銜                                                                         |
| ---------------------------------------------------------------------------------- | ---------------------------------------------------------------------------------- | ---------------------------------------------------------------------------------- |
| 前任者： 斐迪南一世                                                                | 萊昂國王 1065年–1072年                                                             | 繼任者： 桑喬二世                                                                  |
| 前任者： 加西亞二世                                                                | 加利西亞國王 1071年–1072年 與桑喬二世同時在任                                      | 繼任者： 桑喬二世                                                                  |
| 前任者： 桑喬二世                                                                  | 萊昂、 卡斯蒂利亞及加利西亞國王 1072年–1109年                                      | 繼任者： 烏拉卡                                                                    |
| 前任者： 卡迪爾                                                                    | 托萊多國王 1085年–1109年                                                           | 繼任者： 烏拉卡                                                                    |
| 空缺上一位持有相同頭銜者：桑乔三世                                                 | — 名义上的 — 全西班牙皇帝 1077年–1109年                                            | 繼任者： 烏拉卡 阿方索一世                                                         |